# Paris–Rouen 1894

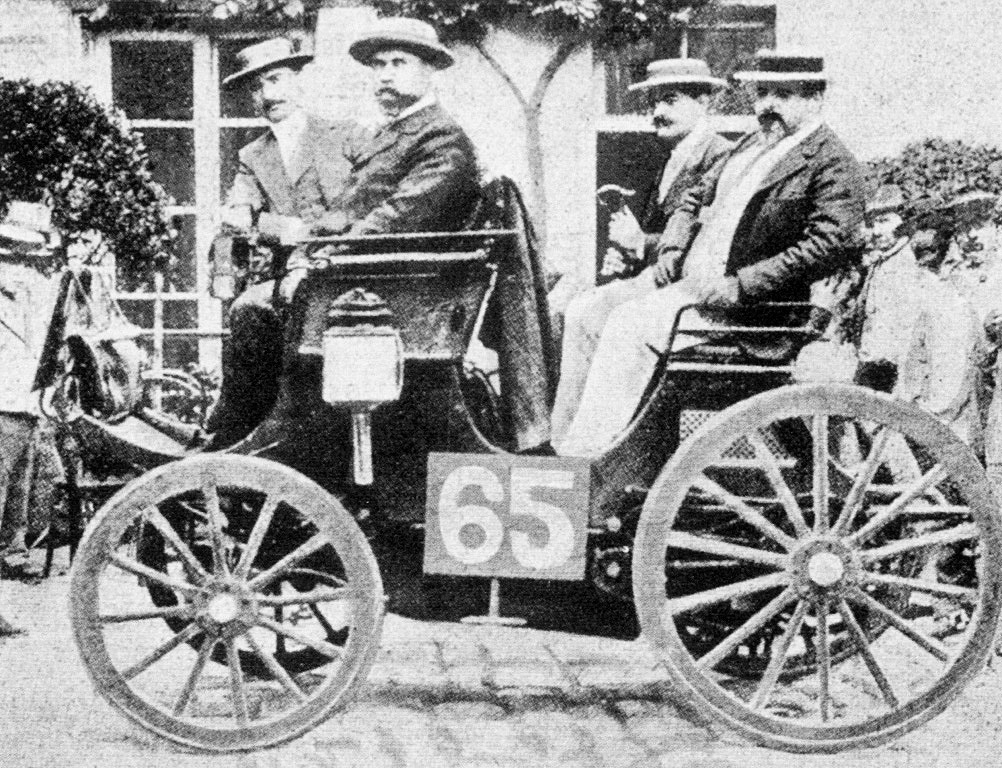
Albert Lemaitre auf seinem Peugeot

Paris–Rouen (französisch Concours de voitures sans chevaux et à propulsion mécanique ‚Wettbewerb für pferdelose Wagen mit mechanischem Antrieb‘) war ein Wettbewerb, der sehr häufig als das erste Autorennen der Welt bezeichnet wird. Die Veranstaltung wurde vom Journalisten Pierre Giffard der Pariser Tageszeitung Le Petit Journal organisiert.
Höhepunkt der Veranstaltung war am 22. Juli 1894 eine Fahrt für „pferdelose Kutschen“ über 126 km von Paris nach Rouen. Bereits am 18. Juli 1894 wurden die teilnehmenden Fahrzeuge in Paris ausgestellt. Ab dem 19. Juli 1894 fanden Trainings- und Qualifikationsfahrten statt. Insgesamt hatten sich 102 Teilnehmer zur Teilnahme gemeldet, 26 davon waren tatsächlich erschienen, 21 hatten sich für den Start am Sonntag qualifiziert.

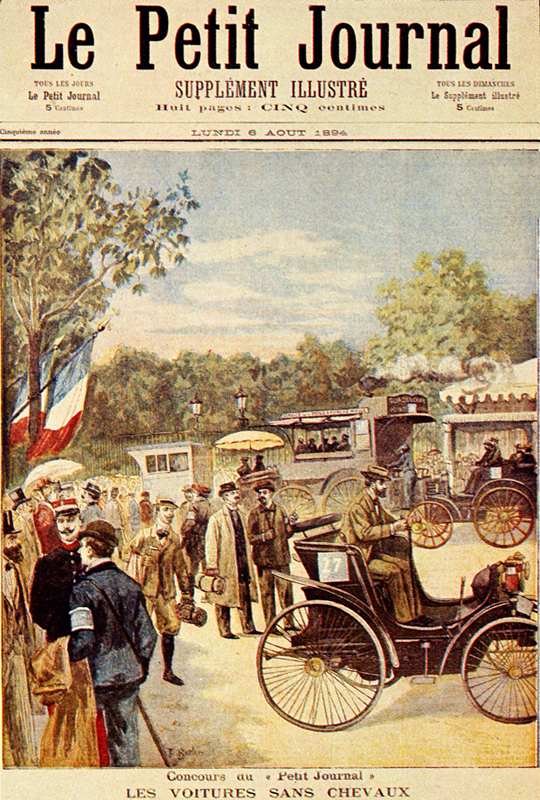
Le Petit Journal, 6. August 1894, Nr. 194

Unter den teilnehmenden Fahrzeugen befanden sich Benzin- und Elektroautos sowie Dampfwagen. Erster im Ziel war Albert de Dion mit seinem De-Dion-Dampfwagen. Der Sieg wurde ihm nicht zuerkannt, weil sein Dampfwagen einen Heizer benötigte. Zum Sieger erklärt wurde Albert Lemaître mit einem benzingetriebenen Peugeot. Letztlich wurde der Preis von 5000 Francs den Herstellern von Peugeot und Panhard & Levassor überreicht, da deren Fahrzeuge den im Reglement festgesetzten Kriterien am besten entsprachen.

## Reglement
Am 20. Dezember 1893 wurden im Le Petit Journal die Regeln vorgestellt:
1. Der Wettbewerb wird international sein. Autos aus allen Ländern können daran teilnehmen.
2. Alle Arten von Antrieben sind erlaubt: Dampf, Strom, Gas, Öl usw.
3. Die Autos werden ausschließlich von den Mitarbeitern der Redaktion und der Verwaltung des Petit Journal beurteilt, die sich allein zum Zweck der Beratung mit der dafür benötigten Anzahl Ingenieure verständigen.
4. Um zum Wettbewerb zugelassen zu werden, müssen die Autos über mindestens vier Sitzplätze verfügen.
5. Es werden keine Kategorien eingeteilt, weder für den verwendeten Motor noch für die Anzahl der Sitzplätze.
6. Der erste Preis des Wettbewerbs wird buchstäblich an das pferdelose Auto vergeben, das folgende Bedingungen erfüllen wird: Sicher, für den Reisenden leicht zu handhaben und beim Betrieb auf der Straße nicht zu teuer. Kurz gesagt: Sicherheit, Bequemlichkeit und geringe Kosten sind die Maßstäbe, nach denen die zu diesem Zweck von Le Petit Journal delegierten Personen ihr Urteil fällen werden.
7. Die zurückzulegende Strecke wird für alle Autos, vor allem bei der ersten Ausscheidungsprüfung, gleich sein. Die vergleichenden Prüfungen werden mehrere Tage lang auf den Straßen von Paris nach Mantes, Paris nach Dreux, Paris nach Beauvais, Paris nach Gournay usw. durchgeführt. Jedes Auto, das vom Erfinder oder seinem Vertreter, von mindestens zwei Jurymitgliedern und einem beratenden Ingenieur bestiegen wird, muss für die erste Ausscheidungsprüfung eine Fahrt von 50 km in drei Stunden liefern, um zu zeigen, dass es sich nicht um Hochgeschwindigkeitsprüfungen handelt, da die Geschwindigkeit von 16–17 km/h für „den Spaziergang“ ausreicht. Es wird keine höhere Geschwindigkeit als die oben geforderte berücksichtigt. Die Fahrt, die innerhalb der gewünschten Frist, also in drei Stunden, zurückgelegt wird, werden die Mitglieder der zur Vergabe der Preise gebildeten Jury dem Auto, in dem sie die Reise gemacht haben, Rangpunkte vergeben, von 1 bis 10. Autos, die die Noten 8, 9 und 10 erhalten haben, werden allein an der zweiten Prüfung teilnehmen. Dasselbe gilt für die dritte, wenn sie für notwendig erachtet wird.
8. Wenn die Anzahl der im Wettbewerb beteiligten Maschinen zu groß ist, werden sie für die Playoff-Events auf mehreren Strecken gleichzeitig starten lassen; auf jeden Fall werden die Routen einige Tage vor dem 1. Juni ausgelost. Das letzte Rennen wird auf der Straße von Paris nach Rouen, über Saint-Germain, Triel, Meulan, Mantes, Vernon, Gaillon und Pont-de-l’Arche, also auf 126 km, durchgeführt. Alle Qualitäten der Autos werden dann berücksichtigt: Geschwindigkeit, Stabilität, Wirtschaftlichkeit, Sicherheit.
9. Alle Formen der Autos sind erlaubt; Luxuszubehör wird nicht berücksichtigt, d. h. das rudimentärste und kostengünstigste Modell, das vorgestellt wird, wird akzeptiert; solange es funktioniert, ist das alles, was wir verlangen; der Rest wird von selbst kommen.
10. Zusagen werden ab heute, dem 20. Dezember, vom Le Petit Journal entgegengenommen; es genügt, sie mir mit der zusammenfassenden Bezeichnung der Maschine zu schicken. Ich füge hinzu, dass eine Zulassungsgebühr von zehn Franken dem Antrag auf Einschreibung beigefügt werden muss. Diese Zulassungsgebühr ist sofort an den Notfallfonds des Petit Journal zu überweisen. Spesen werden nicht erstattet. Wie man leicht durchschauen kann, soll diese Maßnahme schlechte Witzbolde ausschließen, die sich … umsonst als versierte Erfinder ausgeben würden.

Die Preise in Goldfranken:
- 1.: 5.000 Franken, Preis des Le Petit Journal
- 2.: 2.000 Franken, Preis Marinoni
- 3.: 1.500 Franken, Preis Marinoni
- 4.: 1.000 Franken, Preis Marinoni
- 5.: 500 Franken, Preis Marinoni

Am 23. Dezember wurden die Artikel 4 und 7 des Reglements geändert.
- 4. Artikel: Um zum Wettbewerb zugelassen zu werden, müssen Autos über mindestens zwei Sitzplätze verfügen. Zwei- und Dreisitzer können jedoch nicht vom ersten Preis von 5.000 Franken profitieren, der ausschließlich für Autos mit vier Sitzplätzen und darüber reserviert ist. Sie können nur den zweiten Preis (2.000 Franken) oder einen der folgenden Preise beanspruchen. Solche Fahrzeuge können nicht mehr als zwei der fünf ausgeschriebenen Preise beanspruchen.
- 7. Artikel: Die im Wettbewerb geforderte Geschwindigkeit wird für die 50 km der Playoff-Prüfung auf 12 km/h reduziert, d. h. die 50 km müssen in vier statt drei Stunden zurückgelegt werden.

Am 30. Dezember wurde ein Zusatzartikel zum Reglement veröffentlicht:
- Der Wettbewerb ist ausschließlich Erfindern und Herstellern mechanischer Autos vorbehalten. Als solche gelten Besitzer von Autos, die an diesen (nicht von ihnen gefahrenen) Autos so wesentliche Modifikationen vorgenommen haben, um sie nach Ermessen der Jury zu einem eigenständigen Typ zu machen.

## Meldeliste
102 Teilnehmer meldeten für das Rennen an und bezahlten die 10 Francs Teilnahmegebühr. 78 Teilnehmer traten nicht zur Qualifikation am 18. Juli an. 3 Fahrzeuge qualifizierten sich nicht.
| Nr. | Eigentümer                                                 | Qualifiziert | Pilot                               | Auto                   | Anzahl Sitzplätze | Antriebsart                     |
| --- | ---------------------------------------------------------- | ------------ | ----------------------------------- | ---------------------- | ----------------- | ------------------------------- |
| 1   | M. Rousselet, Paris                                        |              |                                     |                        | 4                 | Schwerkraft                     |
| 2   | M. Édouard Pellorce, Neuilly-sur-Seine (Seine)             |              |                                     |                        | 4                 | Öl                              |
| 3   | MM. De Dion, Bouton et Cie, Puteaux (Seine)                |              |                                     | Break                  | 6                 | Dampf                           |
| 4   | MM. De Dion, Bouton et Cie, Puteaux (Seine)                | Ja           | Graf Jules-Albert de Dion           |                        | 4                 | Dampf                           |
| 5   | M. Albert Lemaître, Paris                                  |              |                                     |                        | 4                 | Dampf                           |
| 6   | M. Roussat, Paris                                          |              |                                     |                        | 4                 | Hydraulik                       |
| 7   | M. P. Gautier, Paris                                       | Ja           | Pierre Gautier                      |                        | 4                 | Öl                              |
| 8   | M. Hidien, Châteauroux (Indre)                             |              |                                     |                        | 4                 | Dampf                           |
| 9   | M. Victor Popp, Paris                                      |              |                                     | Landaulet              | 4                 | Druckluft                       |
| 10  | M. J. Scotte, Epernay (Marne)                              | Ja           | J. Scotte                           |                        | 8 / 10            | Dampf                           |
| 11  | M. Th. Klaus, Lyon (Rhône)                                 |              |                                     | Landaulet              | 4                 | Öl                              |
| 12  | M. Tenting, Paris                                          |              |                                     |                        | 4                 | Öl                              |
| 13  | MM. Panhard et Levassor, Paris                             | Ja           | Hippolyte Panhard                   | Typ „Strom“            | 4                 | Öl                              |
| 14  | MM. Panhard et Levassor, Paris                             | Ja           | P. Dubois                           | neuer Typ              | 4                 | Öl                              |
| 15  | MM. Panhard et Levassor, Paris                             | Ja           | Émile Levassor                      |                        | 2                 | Öl                              |
| 16  | M. Quantin, Roubaix (Nord)                                 |              |                                     |                        | 6                 | Öl                              |
| 17  | MM. Rodier, Roche et Sabatier, Bagnols-sur-Cèze (Gard)     |              |                                     |                        |                   | Öl oder Gas                     |
| 18  | M. Ernest Archdeacon, Paris                                | Ja           | Ernest Archdeacon                   |                        | 6 / 7             | Dampf                           |
| 19  | M. Maurice Le Blant, Paris                                 | Ja           | Étienne le Blant / Chastel et David |                        | 8/10              | Dampf (Serpollet)               |
| 20  | M. G.Péraire, Chateau-Thierry (Aisne)                      |              |                                     |                        |                   | Dampf, Druckluft oder Gas       |
| 21  | M. Alexandre Létar, Paris                                  |              |                                     |                        | 4                 | Dampf                           |
| 22  | M. Gaillardet, Petit-Gennevilliers (Seine)                 |              |                                     |                        | 4                 | Dampf                           |
| 23  | M. Varennes, Paris                                         |              |                                     |                        | 3                 | Dampf                           |
| 24  | M. Alfred Vacheron, Monthermé (Ardennes)                   | Ja           | Alfred Vacheron                     |                        | 2                 | Benzin                          |
| 25  | M. Coquatrix, Paris                                        |              |                                     |                        | 4                 | Dampf                           |
| 26  | M. Leval, Paris                                            |              |                                     |                        | 4                 | Die Füße der Reisenden          |
| 27  | MM. les fils de Peugeot frères, Valentigney (Doubs)        | Ja           | Louis Rigoulot                      |                        | 2                 | Benzin                          |
| 28  | MM. les fils de Peugeot frères, Valentigney (Doubs)        | Ja           | Auguste Doriot                      | vis-à-vis              | 4                 | Benzin                          |
| 29  | MM. les fils de Peugeot frères, Valentigney (Doubs)        |              |                                     | Viktoria               | 4                 | Benzin                          |
| 30  | MM. les fils de Peugeot frères, Valentigney (Doubs)        | Ja           | Gratien Michaux                     | phaeton 3 hp           | 3                 | Benzin                          |
| 31  | MM. les fils de Peugeot frères, Valentigney (Doubs)        | Ja           | Émile Kraeutler                     | Break 3 hp             | 5                 | Benzin                          |
| 32  | M. L. Darras, Bruay-en-Artois (Pas-de-Calais)              |              |                                     | Dreirad                |                   | Dampf                           |
| 33  | M. P. Geoffroy, Clichy (Hauts-de-Seine)                    |              | Tilbury                             |                        | 2                 | Dampf                           |
| 34  | M. P. Geoffroy, Clichy (Hauts-de-Seine)                    |              |                                     | Break                  | 4                 | Elektrisch                      |
| 35  | M. P. Geoffroy, Clichy (Hauts-de-Seine)                    |              |                                     | Break                  | 4                 | Druckluft                       |
| 36  | M. Jules Gillot, Maubeuge (Nord)                           |              |                                     |                        | 4                 | Benzin                          |
| 37  | M. Albert Loubière, La Ferté-sous-Jouarre (Seine-et-Marne) |              |                                     |                        | 6                 | Hebelsystem                     |
| 38  | M. A. Duchemain, Paris                                     |              |                                     |                        | 4                 | Die Füße der Reisenden          |
| 39  | M. Ponsot, Paris                                           |              |                                     |                        | 4                 | Mineralöl                       |
| 40  | M. Louis Lemoigne, Fougeres (Ille-et-Vilaine)              |              |                                     |                        | 4                 | Die Füße der Reisenden          |
| 41  | M. Bargigli, Paris                                         |              |                                     |                        | 4                 | Öl                              |
| 42  | M. Albert Le Brun, Rouen (Seine-Maritime)                  | Ja           | Albert Le Brun                      |                        | 4                 | Öl                              |
| 43  | M. Spanoghe, Antwerpen (Belgien)                           |              |                                     |                        | 6                 | Dampf                           |
| 44  | M. De Prandières, Lyon                                     | Ja           | De Prandières                       |                        | 6                 | Dampf (System Serpollet) und Öl |
| 45  | M. Corniquet, Paris                                        |              |                                     |                        | 6/8               | Automatisch                     |
| 46  | M. F. Marin-Cudraz, Paris                                  |              |                                     |                        | 2                 | Dampf                           |
| 47  | M. César Barthélemy, Yèbles (Seine-et-Marne)               |              |                                     |                        | 3                 | Pendelsystem                    |
| 48  | M. Leblanc, Ay (Marne)                                     |              |                                     |                        | 6                 | Dampf                           |
| 49  | M. J.-M. Valentin, Bruyères-et-Montbérault (Aisne)         |              |                                     |                        | 3                 | Hebelsystem                     |
| 50  | M. Werstein, Paris                                         |              |                                     |                        | 3                 | Pedalsystem                     |
| 51  | M. Lepape, Paris                                           |              |                                     |                        | 4                 | Öl                              |
| 52  | Société Parisienne de constructions vélocipédiques, Paris  |              |                                     |                        | 4                 | Druckluft                       |
| 53  | M. De Bourmont, Arcachon (Gironde)                         | Ja           | De Bourmont                         |                        | 4                 | Öl                              |
| 54  | M. Elie Froger, Feneu (Maine-et-Loire)                     |              |                                     |                        | 4                 | Öl                              |
| 55  | MM. de Dion et Bouton, Puteaux (Hauts-de-Seine)            |              |                                     |                        | 4                 | Öl                              |
| 56  | M. Martial Lebrun, Bettaincourt (Haute-Marne)              |              |                                     |                        | 4                 | Automatisch                     |
| 57  | M. N. Saunier, Paris                                       |              |                                     |                        | 4                 | Öl                              |
| 58  | MM. Barbier et Marcillet, Paris                            |              |                                     |                        | 3                 | Dampf                           |
| 59  | M. Bézama, Colombes (Hauts-de-Seine)                       |              |                                     |                        | 4                 | Dampf                           |
| 60  | M. Maurice Le Blant, Paris                                 | Ja           | Maurice Le Blant                    | Break                  | 9                 | Dampf                           |
| 61  | M. Roger de Montais, Beauvoir (Eure-et-Loir)               | Ja           | Roger de Montais                    | Dreirad                | 2                 | Dampf mit Ölbrenner             |
| 62  | M. Mallarmé, Gentilly (Val-de-Marne)                       |              |                                     |                        | 5                 | Dampf                           |
| 63  | MM. Ambroise Lacombe et Tissandier, Agen (Lot-et-Garonne)  |              |                                     | Dreirad                | 4                 | Öl                              |
| 64  | MM. Panhard et Levassor, Paris                             | Ja           | Émile Mayade                        |                        | 4                 | Öl                              |
| 65  | MM. les fils de Peugeot frères, Valentigney (Doubs)        | Ja           | Albert Lemaître                     | phaeton 3 hp, Typ 1894 | 4                 | Benzin                          |
| 66  | MM. L. Museur et E. Cordonnier, Masnières (Nord)           |              |                                     |                        | 4                 | Dampf                           |
| 67  | M. Lebesgue, Paris                                         |              |                                     |                        | 4                 | Öl                              |
| 68  | MM. E. Garnier et G. Delannoy, Beauvois-en-Cambésis (Nord) |              |                                     |                        | 4                 | Kombination                     |
| 69  | MM. Devignes de Malapert et Barrière, Paris                |              |                                     |                        | 4                 | verschiedene Flüssigkeiten      |
| 70  | M. Fays-Poisson, Gigny (Yonne)                             |              |                                     |                        | 6                 | Pendelsystem                    |
| 71  | M. Th. Klaus, Lyon                                         |              |                                     | Dreirad                | 2                 | Öl                              |
| 72  | M. Tamarelle-Capeyron, Bergerac (Dordogne)                 |              |                                     |                        | 5                 | Dampf                           |
| 73  | M. Prétot, Paris                                           |              |                                     | Omnibus                | 4                 | Öl                              |
| 74  | M. Raoul Meyer, Chevanceaux (Charente-Maritime)            |              |                                     |                        | 2 / 4             | Dampf                           |
| 75  | M. Charles Dessaux, Paris                                  |              |                                     | Dreirad                | 2 / 4             | Hebelsystem                     |
| 76  | M. George Tirant, Baissey (Haute-Marne)                    |              |                                     |                        |                   | Dampf                           |
| 77  | M. Reverseau, Paris                                        |              |                                     |                        | 4 / 6             | Automatik                       |
| 78  | M. Berthaud, Lyon                                          |              |                                     | Break                  | 8                 | Hydraulik                       |
| 79  | M. A. Baudet, Paris                                        |              |                                     | Phaeton-Wagonette      | 2 / 6             | Dampf                           |
| 80  | M. Quentin, Boulogne-sur-Seine (Hauts-de-Seine)            |              |                                     |                        | 6                 | Dampf                           |
| 81  | M. Bécherel, Paris                                         |              |                                     | Dreirad                | 2                 | Dampf                           |
| 82  | M. Monges, Paris                                           |              |                                     | Phaeton                | 4                 | Elektrisch                      |
| 83  | M. Suodais, Fontenay-sous-Bois (Val-de-Marne)              |              |                                     |                        | 6                 | Halbelektrisch                  |
| 84  | M. Plantard, Paris                                         |              |                                     |                        | 4                 | Druckluft                       |
| 85  | M. Roger                                                   | Ja           | Émile Roger                         |                        | 2/4               | Öl                              |
| 86  | M. Garrard (en), Birmingham (Vereinigtes Königreich)       |              |                                     |                        |                   | Elektropneumatisch              |
| 87  | MM. Landry et G. Beyroux, Paris                            |              |                                     |                        | 4                 | Öl                              |
| 88  | M. Jeantaud, Paris                                         |              |                                     |                        | 5                 | Öl                              |
| 89  | M. Demont, Paris                                           |              |                                     |                        | 4                 | Dampf                           |
| 90  | M. Mansart, Beauvais (Oise)                                |              |                                     |                        | 4                 | Die Füße der Reisenden          |
| 91  | M. Graf Carli, Castelnuovo di Garfagnana (Italien)         |              |                                     |                        | 2                 | Elektrisch                      |
| 92  | M. de Farcy, Angers (Maine-et-Loire)                       |              |                                     |                        | 2                 | Öl (System Piau)                |
| 93  | M. Gautry, Orléans (Loiret)                                |              |                                     |                        | 2                 | Gas und Schwerkraft             |
| 94  | M. P. Morrelleras, Angoulême (Charente)                    |              |                                     |                        | 4                 | Hebelsystem                     |
| 95  | M. Roze-Andrillon, Marseille (Bouches-du-Rhône)            |              |                                     |                        | 4                 | Druckluft                       |
| 96  | M. Canis, Meulan (Seine-et-Oise)                           |              |                                     |                        | 4                 | Propeller                       |
| 97  | M. Deutsch, (Deutschland)                                  |              |                                     |                        | 2                 | Öl                              |
| 98  | M. Deutsch, (Deutschland)                                  |              |                                     |                        | 4                 | Öl                              |
| 99  | M. L. Bonnefils, Valence-d'Agen (Tarn-et-Garonne)          |              |                                     |                        | 2                 | Öl                              |
| 100 | M. Bellanger, Le Mans (Sarthe)                             |              |                                     |                        | 4                 | Eigenkonstruktion               |
| 101 | M. Jean Mary, Paris                                        |              |                                     |                        | 4                 | Gas                             |
| 102 | M. Barriquand, Paris                                       |              |                                     |                        | 4                 | Hydraulik                       |

## Verlauf des Wettbewerbs

### Ausstellung
Am Mittwoch, 18. Juli 1894 wurden die Ergebnisse der Auslosung der Routen, die am Vortag von einer jungen Frau durchgeführt wurde, veröffentlicht.
Um 11:00 Uhr die ersten Autos und die Zuschauer am Inkermann-Kreisverkehr in Neuilly an. Um 14:00 Uhr waren 2.000, um 16 Uhr 4.000 Schaulustige anwesend, darunter der Prinz von Sagan, der Bürgermeister von Neuilly, Ingenieure, internationale Fachpresse, Zeichner und Fotografen, um sich die 26 Fahrzeuge anzusehen.

### Qualifikation
Bereits am 1. März 1894 waren die Verläufe waren die sechs Strecken für die Qualifikation präsentiert worden:
Die Abfahrt aller Autos erfolgte vor dem Restaurant Gillet an der Porte Maillot.
- 1.: Von Paris nach Mantes-la-Jolie über Neuilly, Les Bergères, Nanterre, Chatou, le Pecq, Saint-Germain, Ecquevilly, Flins und Epône.
- 2.: Von Paris nach Mantes-la-Jolie durch Courbevoie, Bezons, Houilles, Maisons-Laffitte, Poissy, Triel, Vaux, Meulan, Juziers und Limay.
- 3.: Von Paris nach Magny-en-Vexin durch Courbevoie, Bezons, Cormeilles, la Patte d'Oie d'Herblay, Saint-Ouen-l’Aumône, Pontoise und Puiseux.
- 4.: Von Paris nach Rambouillet über die Brücke von Neuilly, Puteaux, Suresnes, Montretout, Versailles, Voisins-le-Bretonneux, Dampierre und Garnes.
- 5.: Von Paris nach Corbeil über die Brücke von Neuilly, Puteaux, Suresnes, Versailles, Palaiseau, Longjumeau, Épinay-sur-Orge, Liers und Courcouronnes.
- 6.: Von Paris nach Précy-sur-Oise über die Avenue de Neuilly, den Ufer der Seine, den Quai Michelet (Levallois), Asnières, Gennevilliers, Épinay-sur-Seine, Saint-Gratien, Eaubonne, Saint-Leu-Taverny, Méry, Mériel, l'Isle-Adam, Mours, Beaumont-sur-Oise, Bernes und Boran.

Am Donnerstag, 19. Juli 1894, um 7:00 Uhr versammelten sich die Konkurrenten und die Zuschauermenge entlang des Boulevard Maillot. Ab 8:10 Uhr starteten die Konkurrenten im Abstand von 10 Sekunden, um 8:20 Uhr waren alle Fahrzeuge unterwegs. 13 der 17 Starter am Donnerstag qualifizierten sich.
Am Freitag, den 20. Juli, präsentierten sich nur 6 der 23 gemeldeten Autos entlang des Boulevard Maillot. Wegen der geringen Anzahl von Konkurrenten wurden nur zwei Routen genutzt: vier Konkurrenten starteten auf der Route Nr. 2 Paris-Mantes und zwei weitere auf der Route Nr. 5 Paris-Corbeil. Alle sechs Starter hatten sich qualifiziert.
Am Samstag, den 21. Juli, erschienen nur noch zwei Autos auf dem Boulevard Maillot. Die einzige Route verlief über Poissy, Saint-Germain und Maisons-Laffitte nach Mantes-la-Jolie. Beide Starter konnten sich qualifizieren.

### Abschlussprüfung
Die Strecke verlief von Paris, Porte Maillot über Bois de Boulogne, Neuilly-sur-Seine, Courbevoie, Nanterre, Chatou, Le Pecq, Poissy, Triel-sur-Seine, Vaux-sur-Seine und Meulan bis Mantes wo von 12:00 Uhr bis 13:30 Uhr eine Mittagspause eingelegt wurde. Danach ging es weiter über Vernon, Gaillon und Pont-de-l’Arche zum 'Champ de Mars' in Rouen. Insgesamt mussten 126 km zurückgelegt werden.
Am Sonntag, den 22. Juli 1894 stellten sich ab 7:15 Uhr die Teilnehmer mit ihren Fahrzeugen in der Reihenfolge ihrer Nummern im Abstand von fünf Metern auf. Um 7:50 Uhr standen 19 Teilnehmer bereit. Um 8:00 Uhr startete das Auto Nr. 4 in dem als Beifahrer der Prinz von Sagan, der Kapitän von Place, „Jean sans Terre“ und Franck Lamy Platz genommen hatten, gefolgt von den anderen Autos, die in einem Abstand von je 30 Sekunden starteten. Kurz nachdem der letzte Starter losgefahren war, meldeten sich die Fahrer mit den Nummern 19 (Étienne le Blant) und 60 (Maurice Le Blant), starteten als Nachzügler und holten die Konkurrenten bald ein.
In Nanterre brach der Nr. 44 (de Prandières) ein Rad wegen der schlechten Straße. Nach der Durchfahrt von Chatou und Le Pecq stoppten die Teilnehmer in Saint-Germain und später in Meulan, damit die Jurymitglieder die Fahrzeuge wechseln konnten. Um 11:00 Uhr überquerte der erste Teilnehmer Graf Jules-Albert de Dion mit dem De Dion-Bouton als Erster die Brücke in Mantes. Um 11:03 Uhr folgte der Peugeot von Albert Lemaître (Nr. 65) und Émile Levassor mit dem Panhard & Levassor (Nr. 15). Um 11:10 Uhr folgten die Nr. 28 (Auguste Doriot, Peugeot), Nr. 64 (Émile Mayade, Panhard & Levassor), Nr. 30 (Gratien Michaux, Peugeot), Nr. 14 (P. Dubois, Panhard & Levassor) und die Nr. 10 (J. Scotte, Scotte). Die übrigen Teilnehmer erreichten Mantes zwischen 11:30 Uhr und 13:16 Uhr. Um 13:30 Uhr startete das Feld in Richtung Rouen. In Gaillon schied Nr. 10 (J. Scotte, Scotte) wegen eines Motorschadens aus.

### Ergebnisse
| Position | Nr. | Fahrer               | Marke              | Antriebsart            | Ankunftszeit in Rouen | Gesamtzeit | Durchschnittsgeschwindigkeit |
| -------- | --- | -------------------- | ------------------ | ---------------------- | --------------------- | ---------- | ---------------------------- |
| 1.       | 4   | Jules-Albert de Dion | De Dion-Bouton     | Dampf                  | 17:40 Uhr             | 6:48:00 h  | 18,5 km/h                    |
| 2.       | 65  | Albert Lemaître      | Peugeot            | Benzin (Daimler-Motor) | 17:45 Uhr             | 6:51:30 h  | 18,4 km/h                    |
| 3.       | 28  | Auguste Doriot       | Peugeot            | Benzin (Daimler-Motor) | 17:50 Uhr             | 7:04:30 h  | 17,8 km/h                    |
| 4.       | 13  | Hippolyte Panhard    | Panhard & Levassor | Benzin (Daimler-Motor) | 18:03 Uhr             | 7:21:30 h  | 17,1 km/h                    |
| 5.       | 15  | Émile Levassor       | Panhard & Levassor | Benzin (Daimler-Motor) | 18:30 Uhr             | 7:43:30 h  | 16,3 km/h                    |
| 6.       | 31  | Émile Kraeutler      | Peugeot            | Benzin (Daimler-Motor) | 18:07 Uhr             | 7:46:30 h  | 16,2 km/h                    |
| 7.       | 64  | Émile Mayade         | Panhard & Levassor | Benzin (Daimler-Motor) | 18:49 Uhr             | 8:09:00 h  | 15,5 km/h                    |
| 8.       | 42  | A. le Brun           | Le Brun            | Benzin (Daimler-Motor) | 18:24 Uhr             | 8:12:00 h  | 15,4 km/h                    |
| 9.       | 30  | Gratien Michaux      | Peugeot            | Benzin (Daimler-Motor) | 19:02 Uhr             | 8:25:00 h  | 15,0 km/h                    |
| 10.      | 14  | P. Dubois            | Panhard & Levassor | Benzin (Daimler-Motor) | 19:10 Uhr             | 8:38:00 h  | 14,6 km/h                    |
| 11.      | 27  | Louis Rigoulot       | Peugeot            | Benzin (Daimler-Motor) | 19:05 Uhr             | 8:41:00 h  | 14,5 km/h                    |
| 12.      | 24  | Alfred Vacheron      | Vacheron/Panhard   | Benzin (Daimler-Motor) | 19:03 Uhr             | 8:42:30 h  | 14,5 km/h                    |
| 13.      | 53  | „De Bourmont“        | de Bourmont        | Dampf                  | 19:01 Uhr             | 8:51:00 h  | 14,2 km/h                    |
| 14.      | 85  | Émile Roger          | Benz               | Benzin (Benz-Motor)    | 20:09 Uhr             | 10:01:00 h | 12,6 km/h                    |
| 15.      | 60  | Maurice Le Blant     | Serpollet          | Dampf                  | 20:50 Uhr             | 10:43:00 h | 11,8 km/h                    |
| 16.      | 7   | Pierre Gautier       | Gautier-Wehrlé     | Dampf                  | 21:37 Uhr             | 12:24:00 h | 10,2 km/h                    |
| 17.      | 18  | Ernest Archdeacon    | Serpollet          | Dampf                  | 22:10 Uhr             | 13:00:00 h | 9,7 km/h                     |
| DNF      | 44  | „De Prandiéres“      | Serpollet          | Dampf                  | –                     | –          | –                            |
| DNF      | 19  | Étienne le Blant     | Serpollet          | Dampf                  | –                     | –          | –                            |
| DNF      | 10  | „J. Scotte“          | Scotte             | Dampf                  | –                     | –          | –                            |
| DNF      | 61  | Roger de Montais     | De Montais         | Dampf                  | –                     | –          | –                            |
| Quelle:  |     |                      |                    |                        |                       |            |                              |

### Wertung
Am Montag, den 23. Juli 1894 trafen sich 25 Mitarbeiter des Petit Journal und vergaben die Preise fast einstimmig.
1. Preis von 5.000 Francs, wurde geteilt zwischen „Panhard & Levassor“ und „Peugeot“
2. Preis von 2.000 Francs, ging an „De Dion, Bouton et Cie“
3. Preis von 1.500 Francs, ging an „Maurice Le Blant“ (Nr. 60)
4. Preis von 1.000 Francs, wurde geteilt zwischen „M. Vacheron“ (Nr. 24) und „M. Le Brun“ (Nr. 42)
5. Preis von 500 Francs, ging an „M. Roger“ (Nr. 85)

Der Förderpreis von 500 Francs ging an „M. J. Scotte“ (No 10)
Die ehrenvolle Erwähnung, mit Vermeil-Medaille, wurde „M. Roger de Montais“ (Nr. 61) verliehen.

„Der in Paris am 22. d. stattgehabte Wettkampf der Wagen ohne Pferde ist beendet. Der erste Preis im Betrage von 5000 Francs wurde jenem Motorwagen zuerkannt, der, ungefährlich und leicht lenkbar auf der Straße, auch nicht allzu kostspielig sein sollte. Er wird getheilt zwischen den Herren Panchard und Levasson [sic!] aus Ivry bei Paris und den Söhnen der Firma Peugeot Freres aus Valentigney. Beide Concurrenten verwendeten Petroleum oder Gazolin als Triebkraft. Der zweite Preis von 2000 Frcs. fiel auf den interessanten Dampfremorqueur von de Dion, Bourton und Com., der jedem Wagen, wie ein Pferd, vorgespannt werden kann und dessen Schnelligkeit so groß ist, daß die Erfinder auch am ersten das Concurrenzziel Rouen erreichten. Eigentlich hätte der erste Preis diesem Vehikel gebührt, was nur deshalb nicht geschah, weil die Bedingungen des Concurses nicht ganz erfüllt waren. Die einer Victoria vorgespannte Maschine legt mit Leichtigkeit 18 Kilometer in der Stunde zurück und überwindet spielend alle Steigungen. Der dritte Preis von 1500 Frcs. wurde dem Wagen mit 9 Plätzen des Herrn Blant zutheil, der ebenso als Modell für kleine Dampfomnibusse wie für Vergnügungsfahrten dienen kann. Der vierte Preis per 1000 Frcs. wurde zwischen zwei Petroleum-Motorwagen getheilt, der fünfte (500 Frcs.) wurde Herrn Roger für seine gelungenen Verbesserungen an seinem Petroleummotor zugesprochen. Außerdem wurden noch mehrere Ermuthigungspreise vertheilt. Einem Dampftricycle mit Petroleumheizung wurde eine ehrenvolle Erwähnung zu theil. In Nantes waren von den 21 Concurrenten 20 eingelangt, in Rouen, dem Endziel, trafen 17 Wagen ein. Auf dem ganzen über 100 Kilometer langen Wege bildete die von weit und breit herbeigeeilte Bevölkerung Spalier, ja Lehrer und Klosterfrauen hatten ihre Schulkinder längst des Weges aufgestellt, damit sie dem seltsamen Schauspiele beiwohnen könnten. Nur die ungeheure Schnelligkeit des Dampfwagens von Dion schien die Leute etwas zu erschrecken; dagegen wurden die leichten Promenadewagen, die mit einem Petroleummotor versehen waren, von aller Welt mit Beruhigung und lebhafter Freude acclamirt.“

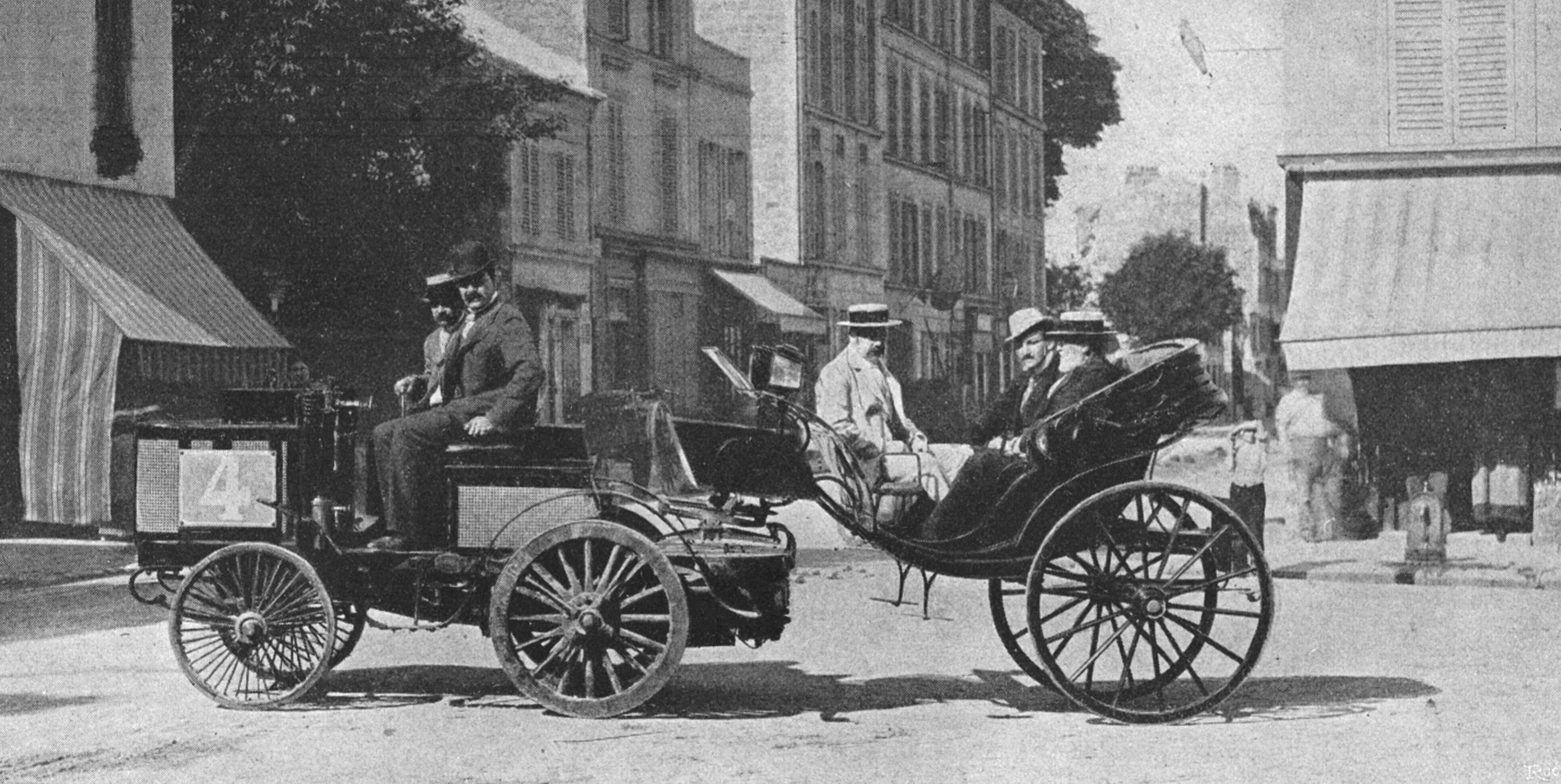
De Dion-Bouton Boggie + Victoria 20 CV, Albert de Dion, Nr. 4
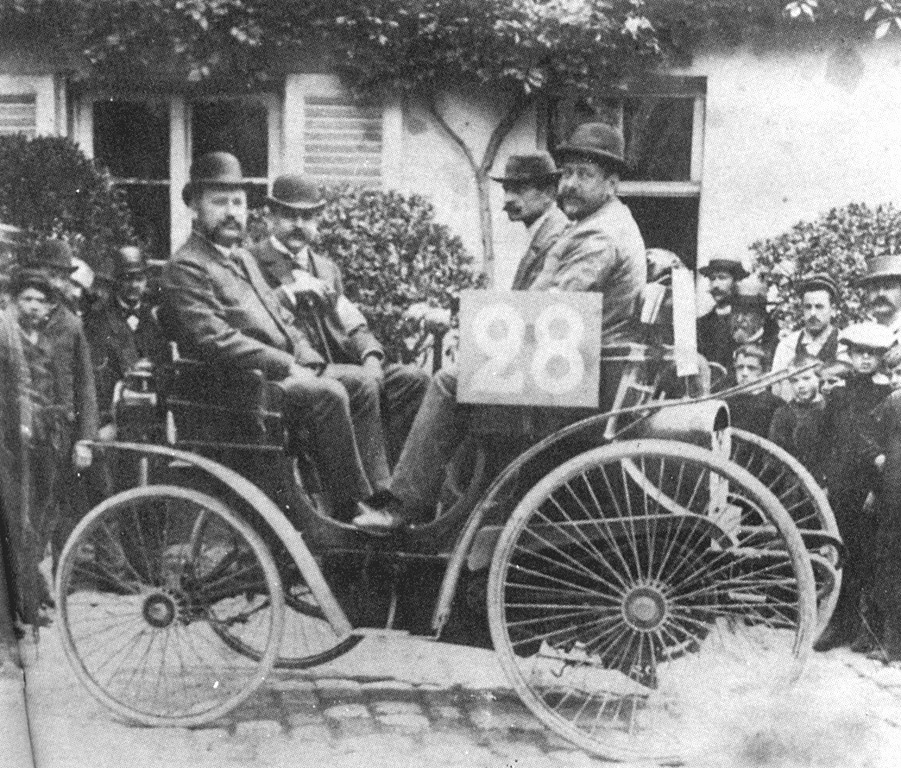
Peugeot Type 5, Auguste Doriot, Nr. 28, Platz 3
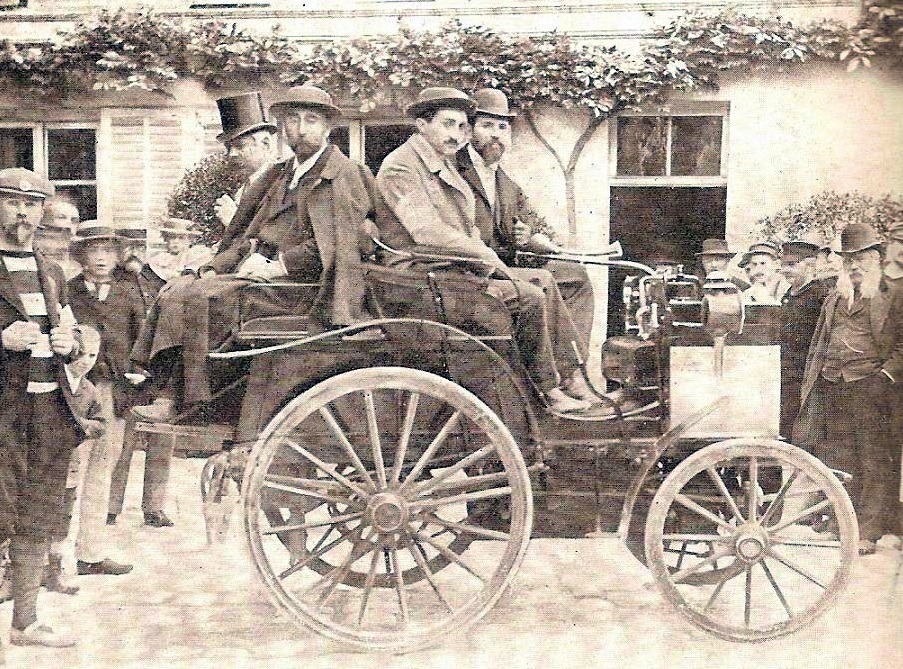
Panhard-Levassor P2D, Hippolyte Panhard, Nr. 13, Platz 4
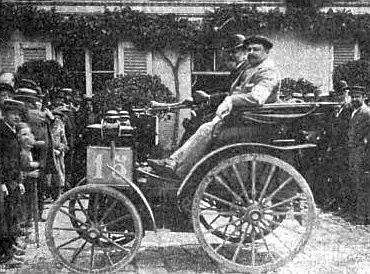
Panhard-Levassor P2D, Émile Levassor, Nr. 15, Platz 5
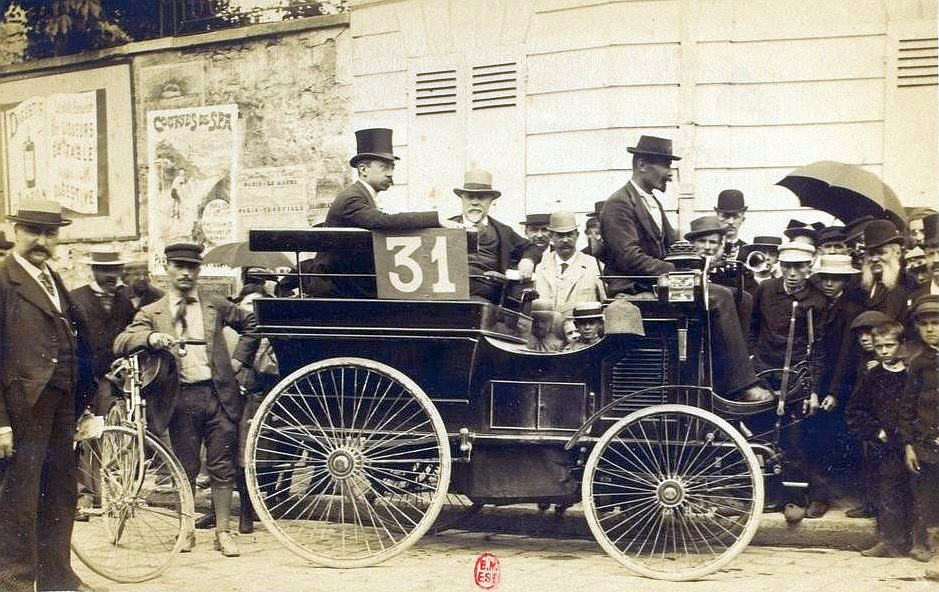
Peugeot Type 5, Émile Kraeutler, Nr. 31, Platz 6

## Anekdoten und Zitate
In der Zeichentrickserie „Es war einmal... der Mensch“ wird in der 24. Folge (Ah! La belle époque) die Geschichte des Wettbewerbs kurz erzählt.

„Tous ceux qui ont pris part au voyage d'aujourd'hui en conserveront un inoubliable souvenir. Comment oublier, en effet, cette haie ininterrompu sur un parcours de plus de 100 km; ces habitants des petites communes se portant au devant des voitures automobiles et les saluant de chaleureux applaudissements.“

„Jeder, der an der heutigen Reise teilgenommen hat, wird eine unvergessliche Erinnerung daran bewahren. Wie kann man nämlich diese ununterbrochene Hecke auf einer über 100 km langen Strecke vergessen; die Bewohner der kleinen Gemeinden, die sich vor den Autos aufstellten und sie mit herzlichem Applaus begrüßen.“

„Les deux concurrents emploient comme agent de propulsion l'essence de pétrole ou gazoline, que le moteur Daimler, inventé par un savant mécanicien du Wurtemberg, M. Daimler, -lequel était hier à Rouen pour assister au triomphe de son œuvre, -a rendue pratiquement maniable.“

„Die beiden Konkurrenten setzen als Antriebsmittel Öl- oder Benzin ein, das der Daimler-Motor, erfunden von einem gelehrten Württembergischen Mechaniker, Herrn Daimler, – der gestern in Rouen war, um den Triumph seines Werkes mitzuerleben, – praktisch und handlich gemacht hat."“

„Ma voiture électrique a parfaitement roulé depuis le 15 juin, notamment devant les membres de « The Birmingham association of Engineers », dans les rues les plus fréquentées à Birmingham. Ceux qui désireraient d'ailleurs des renseignement peuvent s'informer auprès de son acquéreur, M. Alfred Fairley, Shadwell street, Birmingham, qui n'a malheureusement pas consenti à l'envoyer à Paris pour votre magnifique concours, et je n'ai pas eu le temps d'en construire une autre.“

„Mein Elektroauto ist seit dem 15. Juni perfekt gefahren, vor allem vor den Mitgliedern der „The Birmingham association of Engineers“, in den verkehrsreichsten Straßen Birminghams. Wer übrigens Auskunft wünscht, kann sich bei seinem Käufer, Herrn Alfred Fairley, Shadwell street, Birmingham, informieren, der leider nicht zugestimmt hat, ihn für Ihren großartigen Wettbewerb nach Paris zu schicken, und ich hatte keine Zeit, einen anderen zu bauen.“

„C'est la voiture à boggie du comte De Dion qui, courant sous le no 4, est arrivée première et belle première, avec une avance considérable. Ceci démontre la supériorité du moteur à vapeur sur le moteur à essence de pétrole, à condition toutefois que ce moteur soit bien compris et facile à conduire. De plus, l'entrainement des roues se fait par un arbre à Cardan, sans chaine Galle, chose capitale, toute chaine étant destinée à périr à bref délai.“

„Es ist das Boggie-Auto von Graf De Dion, das, unter der Nr. 4 läuft, als Erster und schön ankam, mit einem beträchtlichen Vorsprung. Dies zeigt die Überlegenheit des Dampfmotors gegenüber dem Petrol-Benzinmotor, vorausgesetzt jedoch, dass dieser Motor gut verstanden und leicht zu fahren ist. Darüber hinaus erfolgt der Antrieb der Räder durch eine Kardanwelle, ohne Galle-Kette, eine wichtige Sache, da jede Kette dazu bestimmt ist, kurzfristig zu sterben.“